# Parada de São Félix
La Parada de São Félix fue una plataforma ferroviaria de la Línea de Porto a Póvoa y Famalicão, que servía a la zona del Monte de São Félix, en el ayuntamiento de Póvoa de Varzim, en Portugal.

## Historia
Esta plataforma se encontraba en el tramo entre las Estaciones de Póvoa de Varzim y Fontainhas, que abrió a la explotación el 7 de agosto de 1878.